# ISO (bestandsindeling)
ISO is een term voor de ISO 9660-bestandsindeling die staat voor een exacte kopie, ook wel image genoemd, van een cd, dvd of een live-systeem op een USB-stick of een MicroSD-kaart. Deze exacte kopie bevat, naast de op de media aanwezige bestanden, ook zaken als bootcodes, structuren en attributen. Hierdoor is het ISO-formaat zowel interessant vanuit het oogpunt van distributie als vanuit het oogpunt van kopiëren. Er is immers één bestand in plaats van vele losse bestanden.

## Toepassingen
Een ISO-bestand kan gebrand worden op een compact disc (cd) of dvd via speciale brandsoftware. Niet alle brandsoftware kan ISO-bestanden maken en/of branden op cd's. 
Als een virtuele cd-romspeler is geïnstalleerd, kan een computer het ISO-bestand zien net zoals een cd of dvd die in een fysieke speler zit. Een voorbeeld van software die dit kan verwezenlijken is, voor Windows, Daemon Tools. Het emuleren van een dvd/cd-romspeler heeft als groot voordeel dat er in tegenstelling tot bij een fysieke cd/dvd, sprake is van lagere toegangstijden omdat een ISO-bestand op een harde schijf is gevirtualiseerd. De toegangstijden van een harde schijf zijn lager dan van een dvd-speler. Met hybride ISO-bestanden kunnen naast cd's en dvd's ook live-systemen op USB-sticks en SD-kaarten geïnstalleerd worden.
Door een image te maken van bijvoorbeeld een tegen kopiëren beveiligde cd, wordt de kopieerbeveiliging over het algemeen niet omzeild. Indien de image later op een cd gebrand wordt, zal de computer deze zelden aanvaarden als een originele cd-rom. 